# Cathédrale Notre-Dame-de-l'Assomption de Moncton
Cette  cathédrale n’est pas la seule cathédrale Notre-Dame-de-l'Assomption.
La cathédrale Notre-Dame-de-l’Assomption, appelée aussi monument de la Reconnaissance, est située dans l’archidiocèse de Moncton, au 226 rue St-Georges à Moncton, dans la province canadienne du Nouveau-Brunswick.
Depuis 2019, la cathédrale est aussi le lieu d’un centre d’interprétation le MR21 (pour « Monument de la Reconnaissance au XIXe siècle »).

## Histoire
La cathédrale fut construite sur les fondations de la crypte-chapelle de la paroisse Notre-Dame-de-l’Assomption, elle-même fondée en 1914 par Henri D. Cormier.
Louis-Joseph Arthur Melanson, le premier archevêque du nouvel archidiocèse de Moncton, prit ses fonctions le 22 février 1937 et annonça le 9 janvier 1938 son intention d’ériger une cathédrale-basilique dédiée à la Vierge Marie. L’architecte qui conçut les plans de la cathédrale fut Louis-Napoléon Audet de Sherbrooke et les travaux commencèrent le 24 avril 1939 par la compagnie Ambrose Wheeler de Moncton, soit deux jours après la signature du contrat. Le filage électrique fut installé par la compagnie québécoise M. T.-E. Danahue. La pierre angulaire de l’édifice fut bénie le 13 juin 1939 à 15 h par Louis-Joseph Arthur Melanson,. L’extérieur et l’intérieur du bâtiment furent complétés à l’automne 1940,,. L’inauguration officielle se fit le 21 novembre 1940 en compagnie de l’archevêque de Québec, le cardinal Villeneuve, de l’évêque de Bathurst, Chiasson, et de l’évêque de Saint-Jean, Bray.

### Le financement de la construction
La pierre angulaire de la cathédrale fut payée par un don de l’exécuteur testamentaire de Marcel-François Richard pour honorer ce dernier. De multiples pierres ont aussi été achetées par des dons effectués en souvenir de personnalités acadiennes décédées, dont Placide Gaudet et Pascal Poirier.

### Sépulcre
La dépouille de Arthur Melanson se trouve dans une chapelle près de l’ambon. Les restes de Norbert Robichaud, second archevêque de l’archidiocèse, et Henri D. Cormier, fondateur de la paroisse, sont à l’arrière du sanctuaire, dans une niche du déambulatoire.

## Matériaux et embellissements

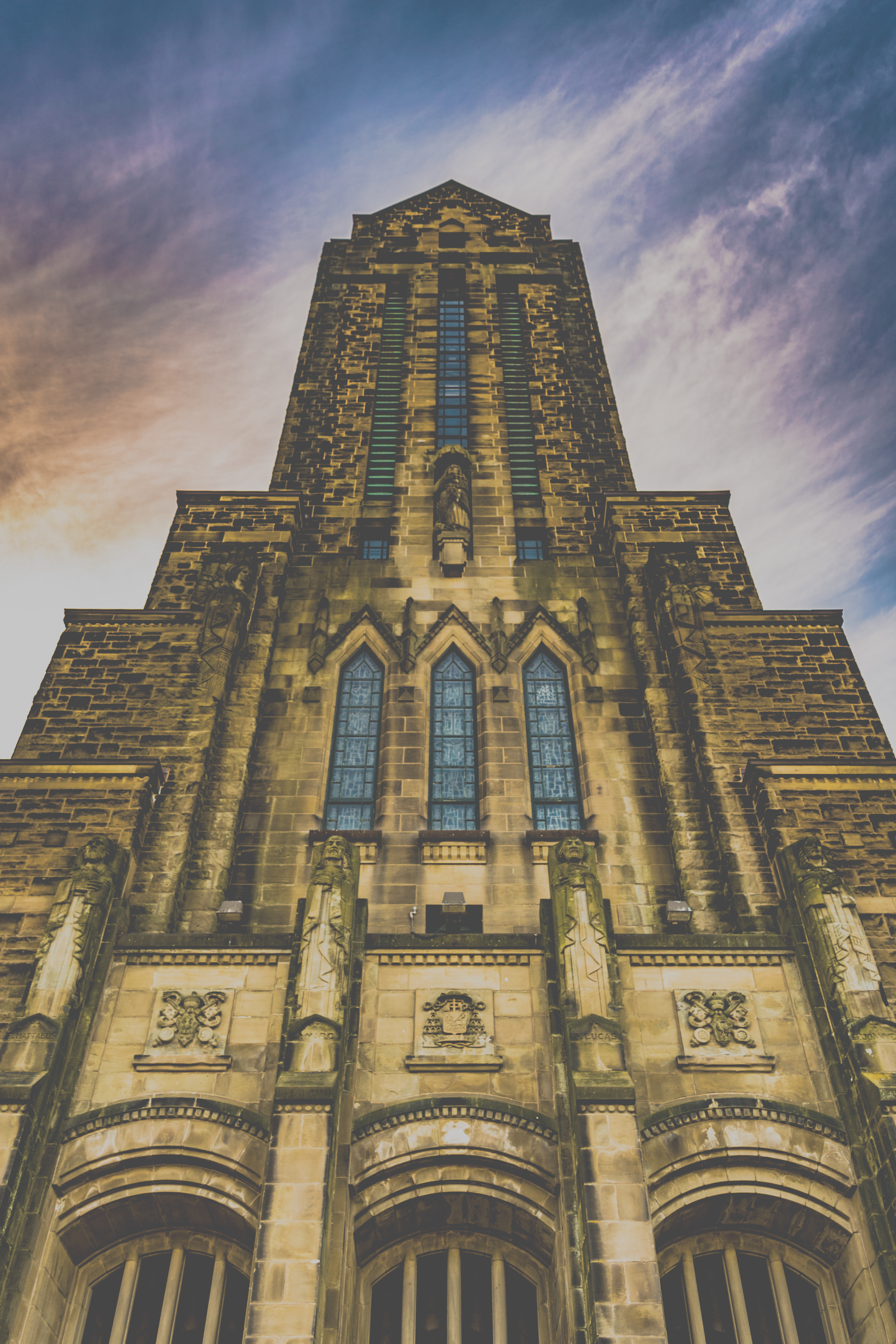
Façade de la cathédrale en 2016.

Les pierres de la cathédrale proviennent de la carrière de Shédiac. La pierre angulaire est en granit, sur laquelle est inscrit en Latin « In Honorem Beatae Mariae Vircinis In Sua Assomptione Anno Domini 1939 », ce qui signifie  « En l’honneur de la Vierge Marie lors de son assomption, 1939 ». Une ancienne pierre angulaire, datant de 1914 et sur laquelle est inscrit « Ave Maris Stella », a aussi été installée dans un autre coin de la bâtisse. Dans les pierres au sommet des piliers de la nef sont sculptées des représentations liées aux activités économiques de la région : locomotive, avion, tailleurs de pierre, bûcherons, laboureurs, pêcheurs, homard, poisson, huître, palourde, blé, trèfle, maïs.
L’orgue de la cathédrale est un Casavant (Opus 2256, 1955) à traction électropneumatique avec quatre claviers et pédaliers, équipé de 67 jeux et 80 rangs. L’orgue, inspiré du modèle classique américain, est un précurseur des instruments néo-baroques et fut l’une des dernières œuvres de Stephen Stoot chez Casavant.
Les vitraux de la cathédrale résument l’histoire du peuple acadien. Conçu par Pierre Gaudin, un chemin de croix de quatorze stations en mosaïque d’Émaux de Venise et d’or ornent les murs intérieurs de la cathédrale. Les statues dans la nef de la cathédrale sont l’œuvre de Claude Roussel. En 2006, deux mosaïques de verre créées par Claude Roussel ont été installées dans la cathédrale. L’une des mosaïques illustre sept scènes de la vie de la  Vierge Marie, tandis que l’autre illustre sainte Anne, la patronne des Micmacs, et les liens de ces derniers avec les Acadiens,.

## Pédagogie
Le musée acadien actuellement situé sur le campus de Moncton de l’Université de Moncton prit son origine en 1940 dans un des locaux de la cathédrale qu’on appelait « salle des Souvenirs », sous l’initiative de Arthur Melanson. À ses débuts, on pouvait déjà y voir des pièces d’une valeur historique considérable liées à l’histoire de l’Acadie, comme le missel de l’abbé Bourg daté de 1740, de même qu’une collection de registres de missions religieuses, dont les plus anciens remontent au XVIIe siècle, avant la Déportation des Acadiens. Un autre item notable, acquis en 1941, fut la copie de la Bible de Royaumont ayant appartenu à l’abbé Jean-Mandé Sigogne.

## La cathédrale

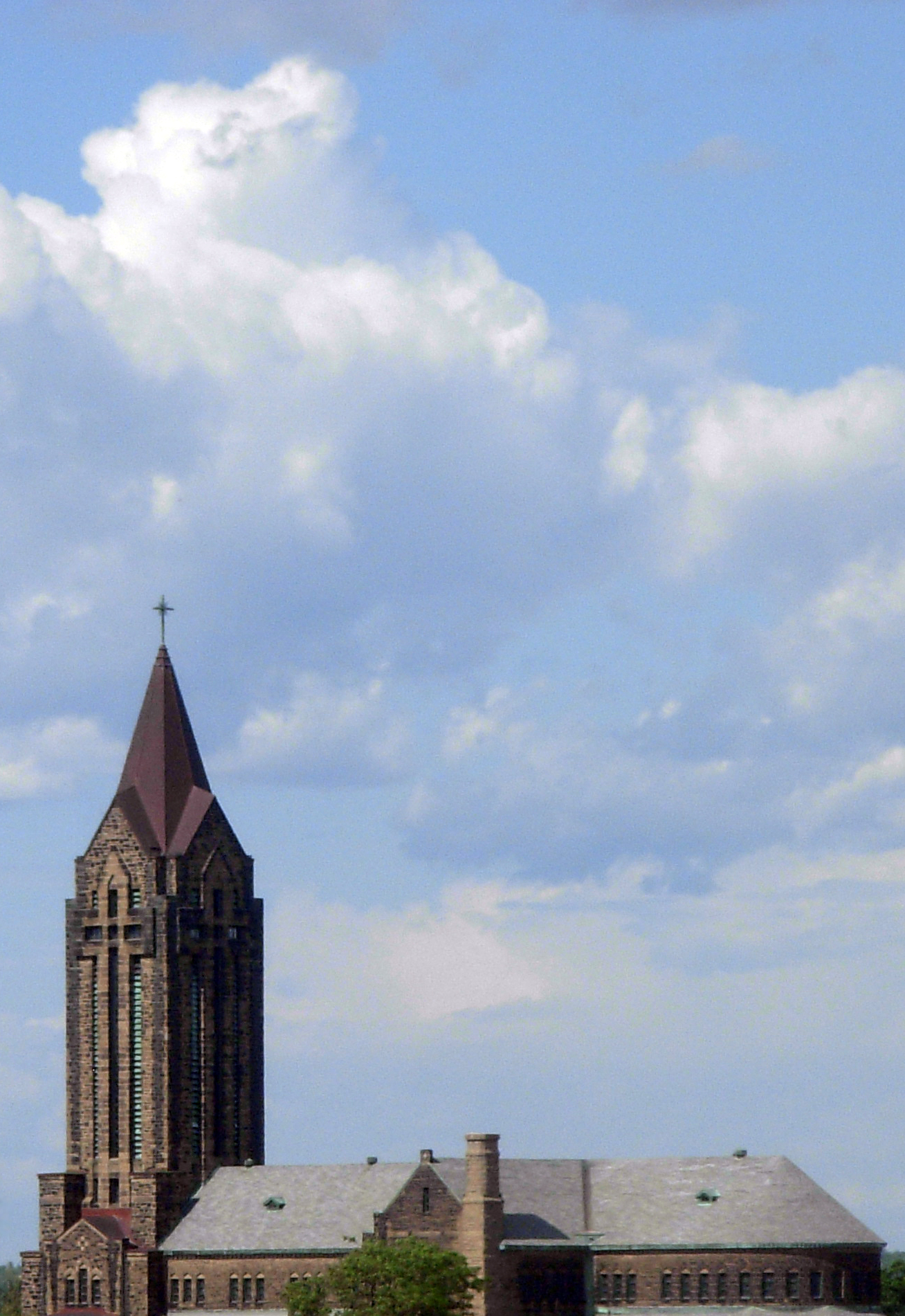
Le clocher de la cathédrale.

L’édifice de la cathédrale Notre-Dame-de-l’Assomption est l’un des plus majestueux[réf. nécessaire] de la ville de Moncton tant par son architecture que par sa décoration riche en œuvres d’art qui évoquent à la fois la vie civile et la foi religieuse du peuple Acadien[réf. nécessaire].
Inaugurée en 1940, le premier archevêque du nouvel archidiocèse de Moncton, Arthur Melanson, désigne la Cathédrale comme Monument de la Reconnaissance Acadienne en hommage à la Vierge Marie, patronne de l’Acadie[réf. nécessaire].
Une évaluation de la condition du bâtiment en 2009, réalisée par une firme d’architectes et diverses spécialités en ingénierie, a identifié des travaux d’entretien majeurs nécessaires afin de sauvegarder le bâtiment.  Le coût de ces travaux estimé à environ 7 millions de dollars était bien au-delà de la capacité financière de la paroisse de la cathédrale. Les parties de la cathédrale en besoin de réparations majeures étaient le toit, la fondation, le clocher, et le système électrique. Le plâtre du plafond se détériorait et tombait à plusieurs endroits et le toit, de même que la fondation, n'étaient plus étanches. La démolition de la bâtisse ou la vente à des intérêts laïcs ont été parmi les options considérées. L’idée de convertir la cathédrale en musée fut également proposée. Plusieurs membres de l’intelligentsia acadienne, comme Robert Pichette, Jean-Marie Nadeau et Alcide F. LeBlanc ont plaidé en faveur de la sauvegarde de l’édifice. En août 2012, l'archevêque Valéry Vienneau a exprimé son intention de veiller à la sauvegarde de la Cathédrale.
C’est dans cette optique qu'est créée, en 2014, la Fondation de la cathédrale Notre-Dame-de-l’Assomption de Moncton Inc. Cette même année, un premier geste de solidarité posé par le milieu associatif Acadien a conclu un partenariat unique avec l’Archidiocèse de Moncton.  Un projet rassembleur regrouperait sous un même toit le lieu de culte et un centre communautaire auquel se grefferaient plusieurs organismes Acadiens. Cette collaboration mènera à l'inauguration en 2018 de la Place de la cathédrale, située dans le sous-sol, regroupant les bureaux de la Société Nationale de l'Acadie (SNA), de la Fédération des jeunes francophones du Nouveaux-Brunswick (FJFNB), du Conseil provinciale des sociétés culturelles (CPSC) et de l'archidiocèse de Moncton.
Ces collaborations ont démontré la volonté d’optimiser le potentiel de cet édifice dont la valeur tant patrimoniale, historique, culturelle que religieuse est très chère à la communauté.

## Centre d’interprétation
Un centre d’interprétation a ouvert ses portes le 6 août 2019 à l’intérieur de la cathédrale. Le MR21 - Cathédrale numérique offre des installations numériques, notamment un spectacle 360 degrés qui raconte la vie d'Arthur Melanson premier archevêque de l’archidiocèse de Moncton et celui qui fît construire la cathédrale. Le centre offre aussi à la disposition des visiteurs deux grandes bornes interactives qui leur permettent de découvrir l’histoire qui se cache dans les verrières historiées du transept.

## Événements historiques
- 10 août 1955 - Le premier tintamarre de l’histoire de l’Acadie se déroule devant la cathédrale lors du bicentenaire de la Déportation des Acadiens[25].
- 13 septembre 1984 - Le pape Jean-Paul II visite la cathédrale et prononce un discours portant sur la ténacité du Peuple Acadien et son attachement à la foi Catholique, de même qu’à la Vierge Marie[26].
- 23 juin 1985 - Mère Teresa assiste à une messe célébrée à la cathédrale et y prononce un discours[27].
- 11 janvier 2005 - Les obsèques de l’ancien premier ministre du Nouveau-Brunswick Louis J. Robichaud sont célébrées dans la cathédrale[28].
- 21 mars 2005 - La ville de Moncton reconnait la cathédrale comme lieu historique local au Nouveau-Brunswick[7].
- 2 juin 2005 - Les obsèques du poète acadien Gérald Leblanc sont célébrées dans la cathédrale[29].
- 15 août 2017 - Désignée monument historique national[30].
- 6 août 2019 - Ouverture de MR21 - Cathédrale numérique, le centre d’interprétation de la cathédrale[4].

### Articles liés
- Archidiocèse de Moncton
- Liste des cathédrales du Canada